# Something (The Beatles)
Something is een nummer van de Britse groep The Beatles. Het is geschreven door George Harrison en het was zijn eerste en enige hit van the Beatles die de bovenste positie in de Amerikaanse charts wist te bemachtigen. Something is op het album Abbey Road uitgekomen en ook als single met een dubbele A-kant, samen met Come Together (Lennon-McCartney).
De openingszin "Something in the way she moves" is afkomstig uit het gelijknamig lied van James Taylors debuutalbum James Taylor, dat uitgebracht is op het label Apple Records van The Beatles.

## Inspiratie
Het lied werd door Harrison geschreven als een ode aan Pattie Boyd, schreef Boyd in haar autobiografie. De waarheid is enigszins anders. George heeft deze bewering nooit beaamd, noch ontkend om haar niet in verlegenheid te brengen, want op het moment dat hij de song schreef wist George al van haar relatie met Eric Clapton. Later zei George dat hij het schreef voor zichzelf met Ray Charles in gedachte en hij gebruikte de openingszin van de gelijknamige song van James Taylor: "Something in the way she moves". Taylor had juist getekend bij het Apple label. En het was Allen Klein die erop aandrong om Something uit te brengen op single als A-kant.

## Promotieclip
De bijbehorende promotieclip is vlak na de laatste fotosessie van de Beatles gemaakt, en toont de vier bandleden met hun echtgenotes in de omgeving van hun landhuizen.  

## Andere uitvoeringen
Something is een van de meest gecoverde Beatles-nummers. Het is gecoverd door onder meer Frank Sinatra, Elvis Presley, James Brown, Ray Charles, Julio Iglesias, Hank Marvin en Shirley Bassey (die ook een lp onder die titel uitbracht). Paul McCartney zingt het lied nog regelmatig in zijn concerten als een eerbetoon aan George Harrison, waarbij hij zichzelf vaak (gedeeltelijk) begeleidt op ukelele. Harrison zei zelf dat de versie die James Brown van zijn nummer had gemaakt zijn favoriete cover-versie was.

## Bezetting
- George Harrison: zang, leadgitaar, slaggitaar
- John Lennon: piano
- Paul McCartney: bas, achtergrondzang
- Ringo Starr: drum
- Billy Preston: hammondorgel

## NPO Radio 2 Top 2000
| Nummers met noteringen in de NPO Radio 2 Top 2000 | '99  | '00 | '01 | '02 | '03  | '04 | '05 | '06 | '07 | '08 | '09 | '10 | '11 | '12 | '13 | '14 | '15 | '16 | '17 | '18 | '19 | '20 | '21 | '22 | '23 | '24 |
| ------------------------------------------------- | ---- | --- | --- | --- | ---- | --- | --- | --- | --- | --- | --- | --- | --- | --- | --- | --- | --- | --- | --- | --- | --- | --- | --- | --- | --- | --- |
| Something (The Beatles)                           | 655  | 803 | 732 | 621 | 451  | 627 | 320 | 417 | 451 | 430 | 510 | 487 | 512 | 603 | 446 | 519 | 555 | 781 | 788 | 962 | 596 | 672 | 689 | 745 | 695 | 748 |
| Something (Shirley Bassey)                        | 1671 | -   | -   | -   | 1917 | -   | -   | -   | -   | -   | -   | -   | -   | -   | -   | -   | -   | -   | -   | -   | -   | -   | -   | -   | -   | -   |

1. ↑  Een '-' betekent dat het nummer niet was genoteerd en een vetgedrukt getal geeft de hoogste notering van een nummer aan.